# Rock alternatif
Sous-genres
Emo, college rock, grunge, math rock, post-rock, Paisley Underground, rock gothique, rock indépendant, shoegazing, twee pop, rock alternatif latino
Genres dérivés
Metal alternatif, nu metal, riot grrrl, rock industriel, britpop, funk rock, rap rock
Genres associés
rock indépendant, Grunge, Post-grunge,Pop rock, funk-rock, rap rock
Le rock alternatif est un genre de rock issu de la scène underground des années 1980, et largement populaire dès les années 1990. Le terme « alternatif » a été utilisé dans les années 1980 pour décrire les groupes inspirés du punk rock ayant des contrats avec des labels indépendants et qui ne rentraient pas dans les genres du grand public de l'époque. En tant que genre musical, le rock alternatif inclut divers sous-genres qui émergèrent de la scène indépendante des années 1980, comme le grunge, la Britpop, le rock indépendant et le shoegaze. Ces genres ont tous subi l'influence éthique ou musicale du punk, fondatrice pour la musique alternative des années 1970.
Bien que le genre soit considéré comme une variante du rock, quelques-uns de ses sous-genres sont influencés par la musique folk, le reggae, la musique électronique, et le jazz parmi d'autres genres. Par moments, le rock alternatif a été utilisé pour décrire l'ensemble des artistes underground des années 1980, toute la musique descendant du punk rock (dont le punk rock lui-même, la new wave, et le post-punk), et, paradoxalement, le rock en général pendant les années 1990 et les années 2000.
Bien que quelques artistes comme R.E.M., les Pixies, et The Cure aient connu un succès commercial et une reconnaissance du grand public, beaucoup d'artistes du rock alternatif des années 1980 sont des groupes underground qui enregistraient leur musique sur des labels indépendants et qui se faisaient connaître grâce aux stations de radio d'universités et au bouche-à-oreille. Avec le succès de Nirvana et la popularité des mouvements grunge et Britpop au début des années 1990, le rock alternatif connut un grand succès commercial et de nombreux groupes alternatifs connurent à leur tour un succès international et commercial.
L´aventure du rock alternatif berce la jeunesse contestataire dans les années 1980 en France. Ce  mouvement musical devient un signe de ralliement et de contestation sociale et culturelle. Une nouvelle scène émerge avec des groupes musicaux français tels que la Mano negra, Les Négresses vertes,  les garçons bouchers et Les Wampas...

## Terminologie
La musique désormais connue sous le nom de rock alternatif était auparavant désignée par différents autres termes, avant qu'« alternatif » devienne l'expression la plus courante. Le terme « college rock » (rock universitaire) était utilisé aux États-Unis pour décrire cette musique dans les années 1980, en raison de ses liens avec les radios universitaires et des goûts des étudiants. Au Royaume-Uni, le terme « indie » est davantage utilisé, bien qu'à partir de 1985, le terme « indie » devienne le terme d'un courant spécifique, le rock indépendant, plutôt qu'un autre terme pour décrire le rock alternatif.
En 1990, le genre est appelé « rock alternatif ». Le terme « alternatif » émerge au milieu des années 1980 ; c'était un terme qui reflétait la nouveauté du genre et sa tendance à recontextualiser les sons du passé et qui était grandement utilisé par l'industrie du disque de l'époque pour démontrer le côté récent de la musique,. Les personnes travaillant en tant que DJ ou en tant que promoteurs pendant les années 1980 affirment que le terme vient d'une radio américaine des années 1970, qui avait le rôle d'une alternative progressiste des radios rock au format Top 40 en jouant des chansons plus longues et en donnant aux DJ plus de liberté dans leurs sélections de chansons. Un ancien DJ et promoteur déclare, « D'une certaine façon, le terme 'alternatif' soit redécouvert et utilisé pendant les années 1980 par les gens des radios universitaires pour l'appliquer aux nouvelles musiques post-punk, rock indépendant, ou la musique underground en général... ». Donc l'usage original du terme était souvent plus ouvert qu'aujourd'hui, et comprenait le punk rock, la new wave, le post-punk, et même la pop, aux côtés de rock indépendant/universitaire. L'utilisation du terme « alternatif » gagne en popularité en 1991 avec l'implantation de catégories de musique alternative dans les cérémonies des Grammy Awards et des MTV Video Music Awards, ainsi qu'avec le succès de Lollapalooza (le fondateur du festival et Perry Farrell, de Jane's Addiction, inventent même le terme « Alternative Nation »).
Définir de la musique comme « alternative » est souvent difficile à cause des deux applications du terme, qui peuvent parfois être conflictuelles. Le terme « alternatif » peut en effet décrire la musique qui défie le statu quo, mais peut aussi être utilisé pour décrire la musique uniquement disponible via les magasins des labels, la radio, la télévision, et Internet.

## Histoire

### Origines

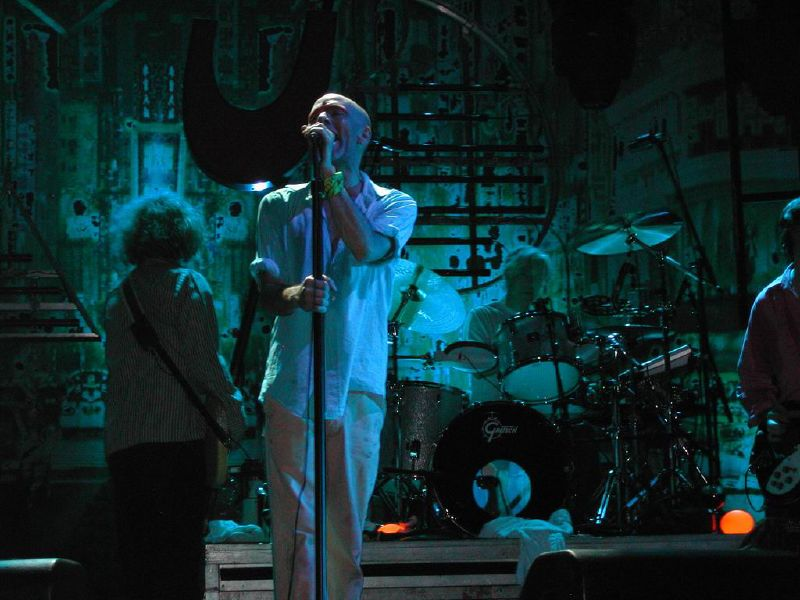
Le groupe américain R.E.M. avec son chanteur Michael Stipe est le premier groupe de rock alternatif à franchir le cap du million d'exemplaires vendus aux États-Unis, avec Document sorti en 1987 sur le label indépendant I.R.S.

Le « rock alternatif » est essentiellement un terme général pour la musique underground qui émerge dans l'éveil du mouvement punk rock depuis le milieu des années 1980. Ainsi que son histoire le laisse voir, le rock alternatif est largement défini par le rejet du succès commercial dans la culture générale. Les groupes alternatifs pendant les années 1980 jouaient généralement dans des petits clubs, enregistraient avec des labels indépendants, et gagnaient de la notoriété grâce au bouche-à-oreille. De cette manière, il n'y a pas de style musical fixé pour le rock alternatif en général, bien que le New York Times affirme en 1989 que le genre est de la « musique de guitare avant tout ». Les sons varient entre les guitares « sales » du grunge aux atmosphères sombres du rock gothique, en passant par la Britpop et la twee pop. Plus souvent que dans les autres genres de rock, les paroles du rock alternatif ont tendance à traiter des sujets de société, comme l'usage de la drogue, la dépression, et l'écologie. Cette approche des paroles se développe en réponse aux tensions sociales aux États-Unis et au Royaume-Uni dans les années 1980 et au début des années 1990.
Bien que les artistes alternatifs des années 1980 n'aient jamais généré de ventes d'albums spectaculaires, ils ont une influence considérable sur les musiciens alternatifs des années suivantes et sont à la base de leur succès. Le succès populaire et commercial de l'album Nevermind de Nirvana en 1991 emmena le rock alternatif dans le courant musical général, établissant sa viabilité commerciale et culturelle ainsi que les Pixies avec Doolittle. Par la suite, le rock alternatif devint la forme de rock la plus populaire de la décennie et beaucoup de groupes de rock alternatif virent un succès commercial. Mais beaucoup de ces artistes rejettent le succès, car il est en contradiction avec l'éthique rebelle DIY que le genre arbore avant son arrivée dans la scène musicale du grand public, ainsi que leurs idées d'authenticité artistique. Au fur et à mesure de la séparation ou le retrait des groupes importants du mouvement, le rock alternatif devient de moins en moins prééminent au sein de la scène musicale du grand public.
Dans les années 1980, le rock alternatif aux États-Unis est principalement le domaine des radios universitaires. La majorité des stations de radio commerciales ignorait le genre. À la télévision, MTV diffusait occasionnellement des clips de rock alternatif tard dans la nuit. En 1986, le réseau commence à diffuser, toujours tard dans la nuit, une émission consacrée à la musique alternative, 120 Minutes, qui joue le rôle d'un débouché majeur pour le genre musical avant sa percée commerciale cinq ans plus tard. Finalement, vers la fin des années 1980, les stations de radio commerciales comme WFNX (à Boston) et KROQ (à Los Angeles) commencent à jouer du rock alternatif, devenant les pionniers d'un format radio « rock moderne ».

### Scène des années 1980
Parmi les premiers groupes de rock alternatif américains, on compte R.E.M., The Feelies, et Violent Femmes, qui combinaient des influences punk avec de la musique folklorique et des influences de la musique populaire. R.E.M. a été le groupe le plus rapide à connaître le succès ; son premier album, Murmur, en 1983, entra dans le Top 40 et entraîna l'arrivée de nombreux groupes de jangle pop. Un exemple de ces groupes est Paisley Underground, qui incorpore de la musique psychédélique, des harmonies vocales, et des techniques de guitares propres au folk rock, tout en affichant une influence des années 1960.
Des labels indépendants comme SST Records, Twin/Tone Records, Touch and Go Records et Dischord Records présidèrent la transition entre le punk hardcore qui dominait la scène underground américaine à des styles plus divers et variés de rock alternatif qui émergeaient. Les groupes Hüsker Dü et The Replacements, de Minneapolis, participent à cette transition. Ces deux groupes commencent par jouer du punk rock, mais diversifient leurs sons et deviennent plus mélodiques, arrivant aux albums de 1984, Zen Arcade de Hüsker Dü et Let It Be,  de The Replacements, respectivement. Ces albums furent des succès et attirent l'attention sur le genre alternatif fleurissant. Cette même année, SST Records sort des albums de Minutemen et des Meat Puppets, qui mélangent respectivement le punk rock avec le funk, et la musique country.
R.E.M. et Hüsker Dü influencent une grande partie de la musique alternative de la décennie, autant en matière de son qu'en matière de carrière. À la fin des années 1980, les scènes underground et universitaire américaines sont dominées par des groupes de college rock comme les Pixies, They Might Be Giants, Camper Van Beethoven, Dinosaur Jr., et Throwing Muses, ainsi que des groupes de post-punk britanniques. Une autre force majeure est le noise rock de Sonic Youth, Big Black, Butthole Surfers, parmi d'autres. En septembre 1988, le magazine Billboard crée un classement recensant les quarante titres les plus diffusés sur les radios de musique alternative, le Alternative Songs chart : Siouxsie and the Banshees est le premier groupe à être numéro un avec le single Peek-a-Boo. À la fin de la décennie, des groupes alternatifs comme Sonic Youth signent des contrats avec des majors de l'industrie du disque. Bien que les contrats des grandes maisons de disques avec Hüsker Dü et The Replacements eurent peu de fruits commerciaux, R.E.M. et Jane's Addiction reçoivent des disques d'or et de platine, préparant la scène pour la percée du rock alternatif,. Les Pixies ont eu un succès plus important en Grande-Bretagne et en France que chez eux aux États-Unis. En 1989, le groupe anglais The Cure joue pour la première fois dans un stade à Los Angeles au Dodger Stadium devant plus de 60 000 personnes, et leur titre Lovesong se retrouve à la deuxième place des ventes de singles aux États-Unis. Au début des années 1990, l'industrie du disque avait reconnu les possibilités commerciales du rock alternatif et contactait activement des groupes alternatifs comme Dinosaur Jr., Firehose et Nirvana.

### Percée et le grunge

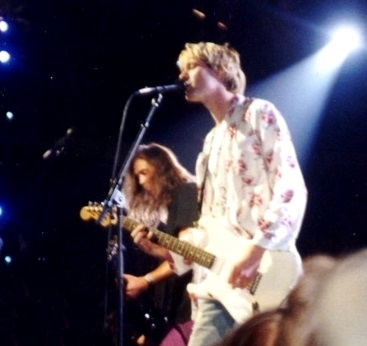
La popularité de Nirvana ouvrit les portes du succès commercial à de nombreux groupes de rock alternatif.

En 1991, aux États-Unis, la première édition du festival itinérant Lollapalooza regroupe Jane's Addiction en tête d'affiche suivi de Siouxsie and the Banshees, Nine Inch Nails, Ice-T et les Butthole Surfers. Le festival cumulant une trentaine de dates en Amérique du Nord, devient la tournée américaine la plus lucrative entre juillet et août 1991, surprenant tous les promoteurs traditionnels. Pour Dave Grohl de Nirvana qui assiste à l'étape du festival dans la banlieue de Los Angeles, « on a tout de suite compris que ça représentait le début d'une toute nouvelle ère ». Cette tournée change les mentalités dans l'industrie musicale sur le potentiel commercial de la musique rock alternative : « à l'automne, la radio, MTV et la musique avaient changé. Je pense vraiment que si Perry Farrell [de Jane's Addiction] n'avait pas créé cela, s'il n'y avait pas eu de Lollapalooza, toi et moi nous n'aurions pas cette conversation maintenant ».
Le grunge est un sous-genre du rock alternatif qui a émergé à Seattle, dans l'État de Washington, au milieu des années 1980. Le concept du grunge tourne autour d'un son de guitare « sale » qui mélange des éléments du metal et du punk rock. Au début des années 1990, ce style est devenu un grand mouvement dans le paysage musical du grand public. L'année 1991 est une année charnière dans l'histoire du rock alternatif, et en particulier pour le grunge, avec la sortie en septembre du second album de Nirvana, Nevermind (le premier album de Nirvana à sortir sur le label Geffen) ; et aussi le premier album de Pearl Jam, Ten et Badmotorfinger de Soundgarden. Le succès surprenant de Nirvana avec Nevermind mène à une « nouvelle ouverture pour le rock alternatif » auprès des stations de radio commerciales, ouvrant les portes pour des groupes de rock alternatif plus lourds. Dans l'éveil de Nevermind, le rock alternatif « se retrouve [...] dans la scène musicale populaire » et les maisons de disques, encore confuses par le succès du genre mais ferventes de le mettre en avant, se bousculent pour signer des contrats aux groupes.
En 1992, l'album Blood Sugar Sex Magik des Red Hot Chili Peppers devient un succès planétaire grâce au titre Give It Away. L'explosion du rock alternatif est accompagnée par MTV et les éditions suivantes du festival Lollapalooza, qui aidèrent à populariser d'autres groupes alternatifs comme The Smashing Pumpkins, et Hole. Au milieu des années 1990, le terme alternatif est synonyme de grunge dans les yeux des médias de masse et du grand public, et une « culture alternative » est en train d'être mise en avant et commercialisée pour le public général de la même manière que la contre-culture hippie dans les années 1960 (l'existence même d'une culture alternative est d'ailleurs sujet à débat, et est souvent vue par les fans de rock alternatif comme une création des médias de masse).

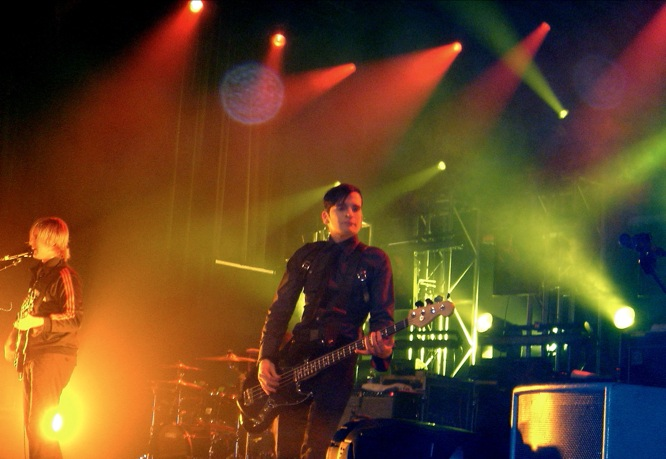
Interpol fut parmi les groupes alternatifs qui s'imposèrent dans les années 2000 et participe au renouveau du genre au XXI.

Pendant les années 1990, divers artistes de pop comme Alanis Morissette et Hootie and the Blowfish sont annoncés en tant qu'artistes alternatifs par les maisons de disques avec l'espoir de bénéficier de la popularité du concept. De nombreux groupes de pop punk comme Green Day et The Offspring sont aussi étiquetés comme des groupes alternatifs. La mauvaise utilisation du terme à des fins commerciales va jusqu'à étiqueter des artistes afro-Américains qui ne rentrent pas tout à fait dans les genres du R&B, du hip-hop, ou de la pop, comme la musicienne folk Tracy Chapman, bien que leur musique n'ait rien à voir avec le punk et le post-punk et ne partage en aucun cas ses influences. En même temps, des groupes de post-grunge comme Third Eye Blind, The Goo Goo Dolls et Matchbox Twenty prennent les racines du rock alternatif et l'utilisent à des fins commerciales. The New York Times déclare en 1993, « Le rock alternatif n'a plus l'air si alternatif que ça aujourd'hui », dénonçant le fait que d'innombrables labels majeurs avaient une poignée de groupes alternatifs. Malgré cela, quelques groupes alternatifs méfiants du succès commercial et préférant rester dans l'underground se réclament des groupes de rock indépendant et développent des mouvements musicaux comme le lo-fi, un genre qui marque un retour vers l'éthique originale de la musique alternative. Des labels comme Matador Records, Merge Records et Dischord, ainsi que des groupes comme Pavement, Liz Phair, Superchunk, Fugazi, et Sleater-Kinney dominent la scène indépendante américaine pendant une bonne partie des années 1990.
La prééminence commerciale du rock alternatif décline à cause d'un certain nombre d'événements, particulièrement la mort de Kurt Cobain, le guitariste, chanteur, auteur, et compositeur de Nirvana, en 1994, ainsi que le procès de Pearl Jam contre l'organisateur de concert Ticketmaster, qui les empêche de jouer sur les dates majeures de leur tournée nationale. Un autre événement qui participe à la chute de popularité du rock alternatif est le hiatus du festival Lollapalooza après avoir essayé en vain de trouver un groupe important pour jouer en 1998. En vue des problèmes du festival cette année-là, Spin annonce que « Lollapalooza est aussi comateux que le rock alternatif en ce moment ».

### Popularisation internationale

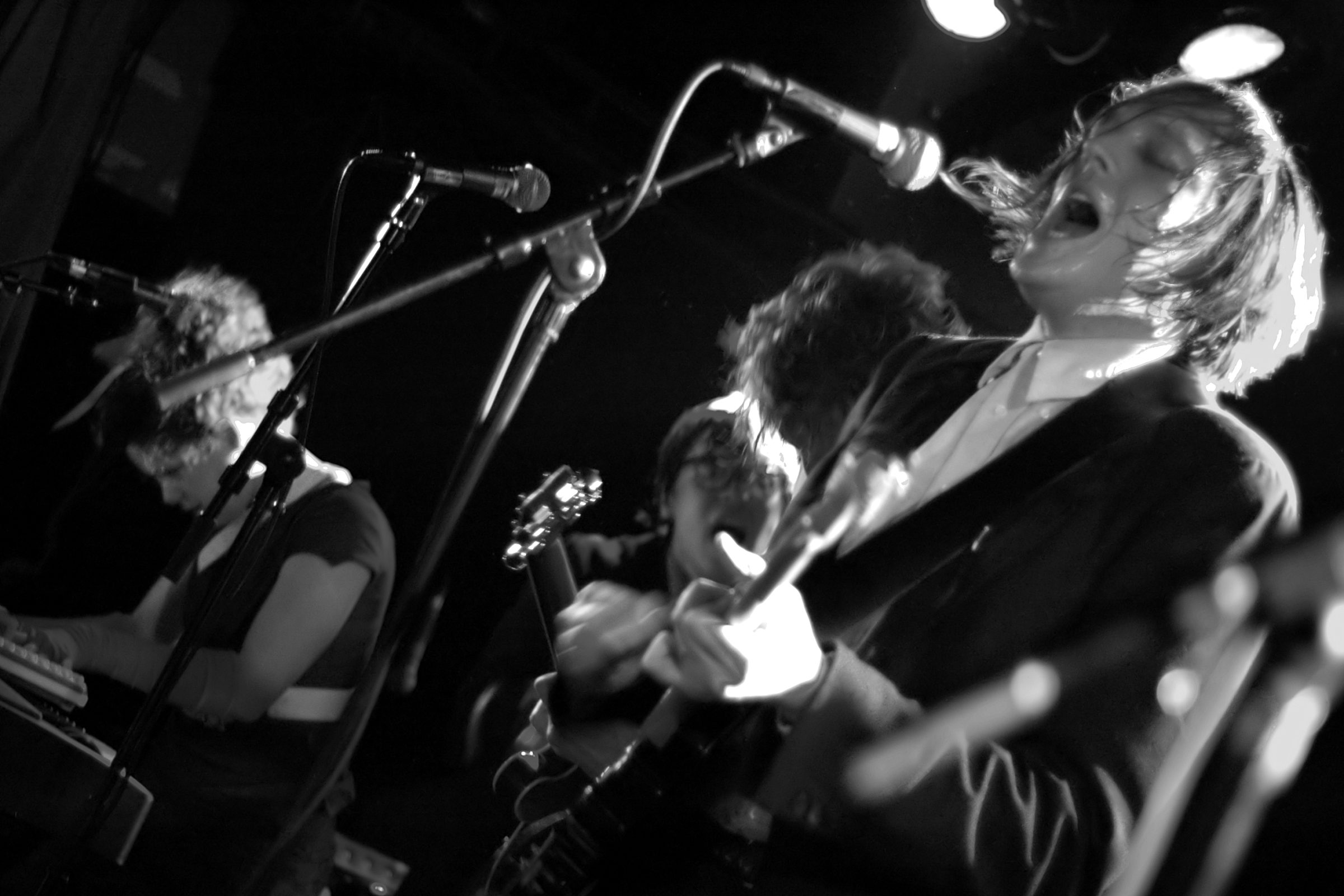
Le groupe canadien Arcade Fire.

L'Australie avait contribué à l'émergence de nombreux groupes alternatifs importants dès le milieu des années 1980, avec Midnight Oil,  Nick Cave and the Bad Seeds, The Go-Betweens, Dead Can Dance, Silverchair, et The Vines. Double J, une station de radio à Sydney, et la station de radio indépendante de Melbourne 3RRR jouaient du rock alternatif pendant les années 1980. En 1990, Double J, qui s'était renommé en Triple J, commence à diffuser au niveau national, et représente le rock alternatif en Australie. Tout comme le festival Lollapalooza aux États-Unis, le Big Day Out est un événement qui donnait l'opportunité à des groupes alternatifs locaux et étrangers de jouer à travers le pays. À l'est, une scène alternative se développe dans la ville néo-zélandaise de Dunedin et le label Flying Nun Records. Cette scène, qui se développe au milieu des années 1980, était représentée par des groupes comme The Bats, The Clean et The Chills.
Le rock alternatif au Canada varie de la pop humoristique de Barenaked Ladies et de Crash Test Dummies au post-grunge de Our Lady Peace, Matthew Good Band, et I Mother Earth. À Montréal, une infrastructure indépendante se développa après les problèmes économiques et sociaux des années 1990. La ville abrite maintenant de nombreux groupes de rock indépendant comme Arcade Fire, Godspeed You! Black Emperor, et The Dears.
The Sugarcubes est le groupe islandais ayant le plus de succès. Après la dissolution du groupe au début des années 1990, la chanteuse Björk s'embarque dans une carrière solo qui incorporait des influences du trip hop, du jazz, et de l'electronica en addition du rock alternatif. Parmi les groupes de rock indépendant islandais sont Múm et Sigur Rós. L'Europe continentale a également généré son lot de groupes et de styles alternatifs, du rock industriel allemand de KMFDM et de Rammstein aux groupes plus distinctifs comme le groupe néerlandais The Gathering et le groupe italien Bluvertigo.
En France, le mouvement alternatif était représenté par des labels indépendants comme Bondage Records avec des groupes comme les Lucrate Milk et les Bérurier noir (qui avait vendu plus de 20 000 albums en 1987), ou encore Nuclear Device, ou le label Boucherie production avec Les Garçons bouchers et la Mano Negra, ou encore le producteur Sodi, avec Les Négresses vertes. Ces groupes, affectés par le paysage social français, traitaient de problèmes politiques et sociaux dans leurs textes. Dans les années 1990, la vague de grunge atteint la France et a pour résultat le succès commercial et populaire de groupes francophones comme Noir Désir. D'autres groupes ont, depuis la fin des années 1980, incarné une forme de rock alternatif plus proche esthétiquement de la musique pop rock anglaise. D'autres groupes notables incluent notamment Gamine (au milieu des années 1980), Les Thugs, Diabologum, Sloy, ou plus récemment Eiffel, Luke, et Dionysos.
En Suisse, le mouvement alternatif, particulièrement créatif, était représenté dès 1985 par des groupes comme The Young Gods, Alboth!, ou encore Goz of Kermeur. Le Japon possède une scène noise rock active caractérisée par des groupes comme Boredoms et Melt-Banana. Le groupe d'indie pop Shonen Knife est fréquemment cité comme une influence par des artistes alternatifs américains, dont Nirvana et Sonic Youth.

## Résurgence de succès
Au commencement du XXIe siècle, de nombreux groupes alternatifs, dont Nirvana, The Smashing Pumpkins, Soundgarden, Alice In Chains, Rage Against the Machine, et Hole n'existent plus depuis des années ou sont en pause. Pendant ce temps là, le rock indépendant se diversifie ; aux côtés des sons de rock indépendant plus classiques comme ceux de Modest Mouse, Bright Eyes, et de Death Cab for Cutie, le renouveau du garage rock des White Stripes et des Strokes ainsi que les sons post-punk d'Interpol et des Killers sont des succès commerciaux et populaires. À la suite du succès de ces groupes Entertainment Weekly déclare en 2004, « Après près d'une décennie de domination par le rap rock et le nu metal, le rock alternatif populaire est de nouveau bon ».
Dans la première décennie du XXIe siècle, le rock du grand public évolue largement au-delà des racines des années 1980 et de l'éthique lo-fi du rock alternatif. Les groupes de rock actuels, typifiés par des groupes rock modernes adressés aux adolescents, comme Linkin Park, qui est influencé par le metal et le grunge, peuvent incorporer des rythmes électroniques complexes ainsi qu'un style de production sophistiqué. En 2004, le rock alternatif est ravivé et reçoit à nouveau une attention du grand public avec la popularité de Modest Mouse et de Franz Ferdinand, groupes de rock indépendant et de post-punk, respectivement.